# 阿里巴巴网络
阿里巴巴网络有限公司，簡稱阿里巴巴網絡（英語：Alibaba.com Limited，港交所除牌時1688.HK）是阿里巴巴集团旗下公司，由马云于1999年在杭州创立，主营B2B电子商务业务。买卖家用户可以通过阿里巴巴网络有限公司旗下的三个交易市场平台促成网上交易，阿里巴巴以注册会员收费、网络广告、增值服务等途径获利。2007年11月，阿里巴巴在香港联合交易所上市，集资17亿美元。
阿里巴巴掛牌上市後，其股價一度飆漲至41.8元，為掛牌價的三倍，贏得「香港新股王」的稱號。但是到了2008年7月，阿里巴巴股價已暴跌78%，跌破10元票面價；10月，股價更曾跌破4元。2008年，阿里巴巴首先在中國發出經濟危機來臨的警告，在國內中小企業面臨強烈衰退衝擊的形勢下，主動降低會員費用，增加培訓和功能研發投入，並和中國各級政府合作，輔導中小企業利用互聯網開展貿易，減少成本，開拓更多商業機會。2009年上半年財報顯示會員數增加幅度創出歷史新高，資本市場也對此作出積極反應，股價從4元以下上漲到20元以上。
阿里巴巴集團的總部設於中國杭州市，在中國內地擁有數十個辦事處，並在香港、台灣、日本、印度、美國硅谷、倫敦等地設有海外辦事處。
2012年5月20日，阿里巴巴集團與雅虎達成股權回購協議。阿里巴巴集團將動用63億美金現金和不超過8億美元的新增阿里巴巴集團優先股，回購雅虎所持有的阿里巴巴集團一半股權（即20%）。而在2012年5月25日，股東大會通過私有化，並於2012年6月20日，撤銷在香港交易所上市地位。
阿里巴巴集團在台灣發展的業務以B2B平台為主，協助台灣中小企業跨境貿易。並開辦阿里巴巴相關電商培訓課程、與大專院校產學合作，創造許多中小企業轉型及就業機會。
2017年，阿里巴巴台灣分公司與智匯文化有限公司簽約為台灣阿里巴巴第三方服務商，合作輔導台灣中小企業轉型電商以及大專院校學生之b2b學習。